# Tombe en blocs de Mauvans Sud
La tombe en blocs de Mauvans Sud est une tombe préhistorique située à Saint-Cézaire-sur-Siagne dans le département français des Alpes-Maritimes.

## Historique
Cette tombe en blocs fait l’objet d’une inscription au titre des monuments historiques depuis le 26 avril 1989.

## Description
La tombe est incluse dans un tumulus de 9 m de diamètre. Elle est constituée de blocs dessinant une forme ovale et mesure environ 1,70 m sur 1,50 m pour une profondeur de 1 m
Dix squelettes humains et trois-cent-trente dents, ainsi que des fragments de silex et une perle y ont été découverts. L'ensemble a été daté du Chalcolithique/Bronze ancien.